# Národní parky a přírodní rezervace v Izraeli

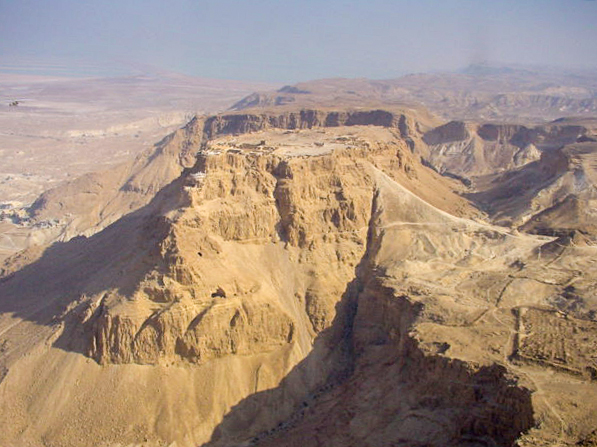
Národní park Masada

Izraelské národní parky jsou vyhlášené historické lokality nebo přírodní rezervace, které většinou spravuje a udržuje Úřad pro přírodu a parky. Od roku 2015 Izrael spravuje 81 národních parků a více než 400 přírodních rezervací, z nichž mnohé se nacházejí na okupovaném Západním břehu Jordánu a které chrání 2 500 druhů původních planě rostoucích rostlin, 32 druhů ryb, 530 druhů ptáků a 100 druhů savců.
Parky a rezervace byly často vyhlášeny kolem ruin vylidněných a následně zbořených měst a vesnic po palestinském exodu v roce 1948; na území izraelských parků a rezervací se nachází 182 historických palestinských zastavěných oblastí. některé parky se nacházejí u archeologických nalezišť, jako je Tel Megiddo, Bejt Še'an, Aškelon a Kursi. Jiné, například Alexandřin potok, Národní park Hora Karmel nebo Huršat Tal, se zaměřují na přírodu a ochranu místní flóry a fauny. Několik parků a přírodních rezervací nabízí možnost kempování, například ve stanech a bungalovech, které jsou přístupné malým skupinám i individuálním táborníkům. některé z nich se nacházejí na Izraelem okupovaných územích Golanských výšin a Západního břehu Jordánu.
V roce 2011 byly nejoblíbenějšími národními parky národní park Yarkon, Caesarea, Ein Gedi a Tel Dan.

## Historie
Od 20. let 20. století vydávala britská mandátní správa zákony na ochranu místní flóry a fauny. V roce 1924 byl vydán zákon o lovu a v roce 1926 nařízení o lesích. Mnohé lokality, například lesy na hoře Karmel a Meron, byly prohlášeny za lesní rezervace; některé stromy byly prohlášeny za chráněné.
V roce 1953 přijal Kneset zákon o ochraně divoké zvěře (חוק הגנת חיות-הבר) a k jeho provádění byl jmenován ministr zemědělství. V roce 1955 bylo v úřadu izraelského premiéra zřízeno oddělení pro zvelebování krajiny (המחלקה לשיפור נוף הארץ), které bylo pověřeno budováním turistické infrastruktury. Oddělení zřídilo řadu známých národních parků, jako jsou Gan ha-Šlóša, Césarea, Šivta a Avdat. Po ekologicky katastrofálním vyschnutí jezera Hula a následném tlaku veřejnosti byla v roce 1964 zřízena rezervace Hula [on], která byla první vyhlášenou přírodní rezervací v Izraeli. V roce 1963 schválil Kneset "Zákon o národních parcích a přírodních rezervacích" (חוק הגנים הלאומיים ושמורות הטבע), jehož legislativní proces začal již v roce 1956. V důsledku toho byly zřízeny dva orgány: Správa národních parků a Správa přírodních rezervací. V roce 1998 byly oba úřady sloučeny do jednoho orgánu - Izraelského úřadu pro přírodu a parky.
Poslední pozorování levharta arabského proběhlo v oblasti severní Araba v letech 2010/11 V zemi je pravděpodobně vyhuben.

## Parky a rezervace
V Izraeli je často obtížné rozlišit mezi národními parky a přírodními rezervacemi. Národní parky jsou ve většině případů soustředěny kolem archeologických nalezišť, ale někdy zahrnují i chráněné přírodní biotopy. Přírodní rezervace často obsahují nejen chráněné živočichy a rostliny, ale také významné archeologické lokality. Například přírodní rezervace Hermon Stream zahrnuje úsek zalesněného území, ale také rozsáhlé pozůstatky starověkého města Banias/Caesarea Philippi. Někdy dochází k administrativnímu rozdělení, jako například v oáze Ein Gedi v Judské poušti, kde se nachází jak národní park Ein Gedi Antiquities, tak přírodní rezervace Ein Gedi.

### Národní parky v Izraeli
Toto je částečný seznam, který obsahuje pouze nejznámější národní parky.
| Name                                                                                                   | Region                                          |
| --- | ----------------------------------------------- |
| Akhziv Beach (přírodní rezervace s archeologií)                                                        | Severní oblast: Západní Galilea                 |
| Alexander River National Park (přírodní rezervace s některými archeologickými nálezy)                  | Centrální oblast                                |
| Národní park a přírodní rezervace Arbel                                                                | Severní okres: Horní Galilea                    |
| Národní park Apollonie-Arsuf                                                                           | Okres Tel Aviv                                  |
| Národní park Aškelon                                                                                   | Centrální okres: Jižní pobřežní nížina          |
| Národní park Avdat                                                                                     | Jižní oblast: Negev.                            |
| Národní park Bar'am                                                                                    | Severní oblast: Horní Galilea                   |
| Národní park Bejt Alfa Synagoga                                                                        | Severní oblast: Údolí Jezreel                   |
| Národní park Bejt Guvrin                                                                               | Centrální oblast: Šefelha                       |
| Národní park Bejt Še'an                                                                                | Severní oblast: údolí Bejt Še'an.               |
| Národní park Bejt Še'arim                                                                              | Severní oblast: Údolí Jezreel                   |
| Caco/Qaqun Národní park                                                                                | Centrální oblast: Údolí Hefer, Šaronská nížina. |
| Národní park Caesarea                                                                                  | Severní oblast: Šaronská planina pobřeží        |
| Národní park Kastel                                                                                    | Centrální oblast: Jeruzalémský koridor          |
| Národní park Ein Avdat (přírodní rezervace s archeologií)                                              | Jižní distrikt: Negev.                          |
| Ein Gedi Antiquities National Park (viz také přírodní rezervace Ein Gedi)                              | Jižní distrikt: Judská poušť a Mrtvé moře.      |
| Národní park Ein Hemed (opevněná křižácká stavba a přírodní rezervace)                                 | Centrální oblast: Jeruzalémský koridor          |
| Národní park Údolí Elah                                                                                | Jeruzalémský okres: Šefel                       |
| Národní park Eškol (Besor; přírodní rezervace s archeologií)                                           | Jižní oblast: Negev.                            |
| Národní park Gan Hašlóša (Sakhne; vodní park a archeologické muzeum)                                   | Severní oblast: Údolí Jezreel                   |
| Národní park Hamat Tiberias                                                                            | Severní oblast: Galilejské jezero               |
| Lachiš Národní park (není plně připraven přijímat turisty)                                             | Jeruzalémský okres: Šefel                       |
| Lavnin Ridge Nature Reserve and Park (národní park zřízen v dubnu 2019)                                | Jeruzalémský okres: Shephelah                   |
| Národní park Ma'ayan Harod (pramen Harod) (přírodní rezervace a pamětní dům Jehoshua a Olga Hankinovi) | Severní okres: Údolí Jezreel                    |
| Park HaSharon (přírodní rezervace)                                                                     | Centrální okres: Šaronská planina               |
| Národní park Hurshat Tal (veřejný park a přírodní rezervace)                                           | Severní okres: Horní Galilea                    |
| Národní park Kochav HaYarden (Pevnost Belvoir a sochařský park Igael Tumarkin)                         | Severní oblast: Dolní Galilea                   |
| Korazimský národní park                                                                                | Severní oblast: Horní Galilea                   |
| Národní park Mamshit                                                                                   | Jižní oblast: Negev.                            |
| Národní park Masada                                                                                    | Jižní oblast: Judská poušť a Mrtvé moře.        |
| Národní park Hora Karmel                                                                               | Severní oblast: Hora Karmel                     |
| Ramon Park v Makhtesh Ramon (přírodní rezervace s archeologickými nalezišti)                           | Jižní distrikt: Negev.                          |
| Šablona:Ill v Midreshet Ben-Gurion u Sde Boker                                                         | Jižní oblast: Negev.                            |
| Národní park Šivta                                                                                     | Jižní distrikt: Negev.                          |
| Národní park Tel Arad                                                                                  | Jižní okres: Judská poušť                       |

### Přírodní rezervace v Izraeli

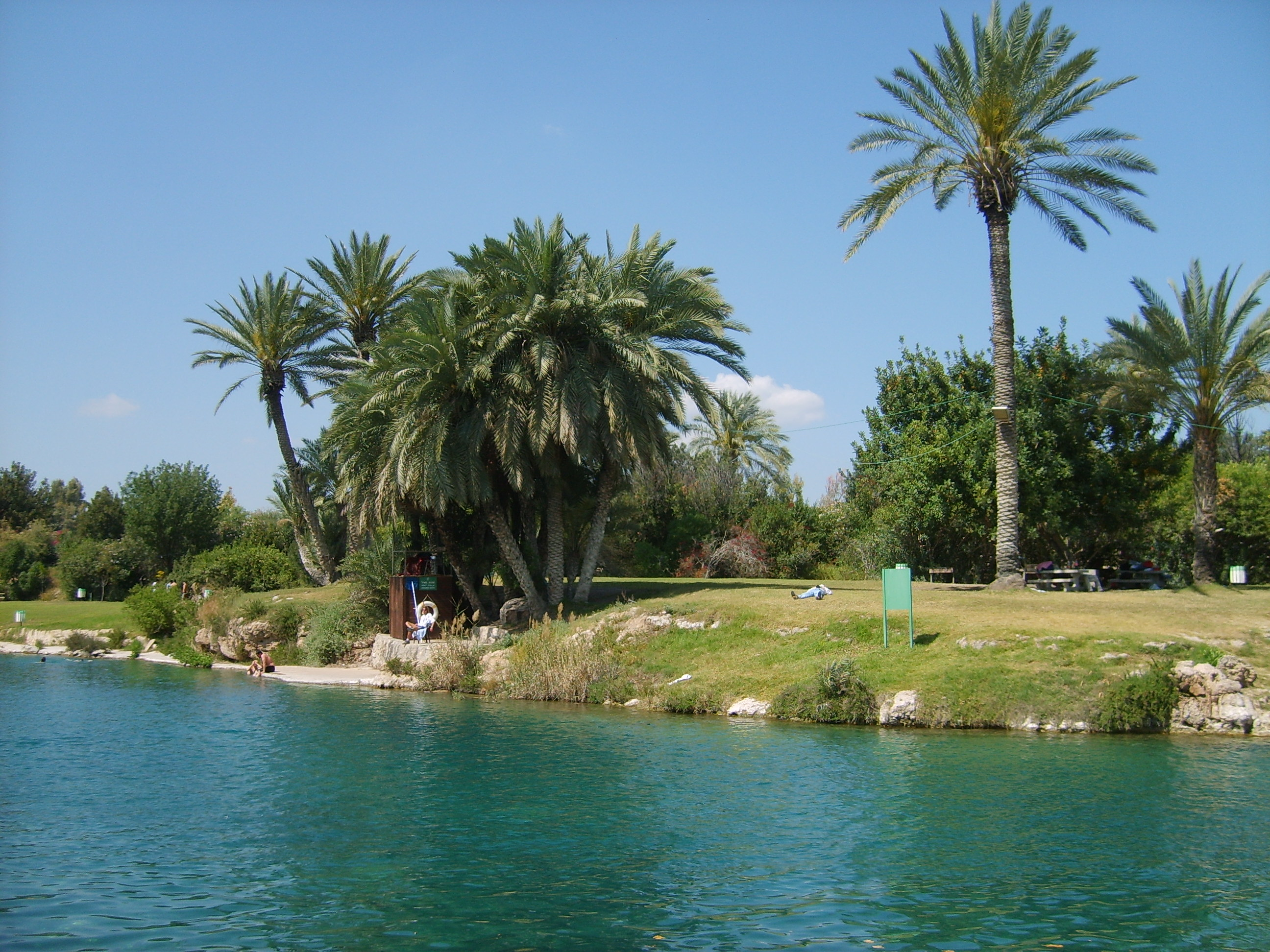
Přírodní bazén s teplou vodou v Gan HaShlosha

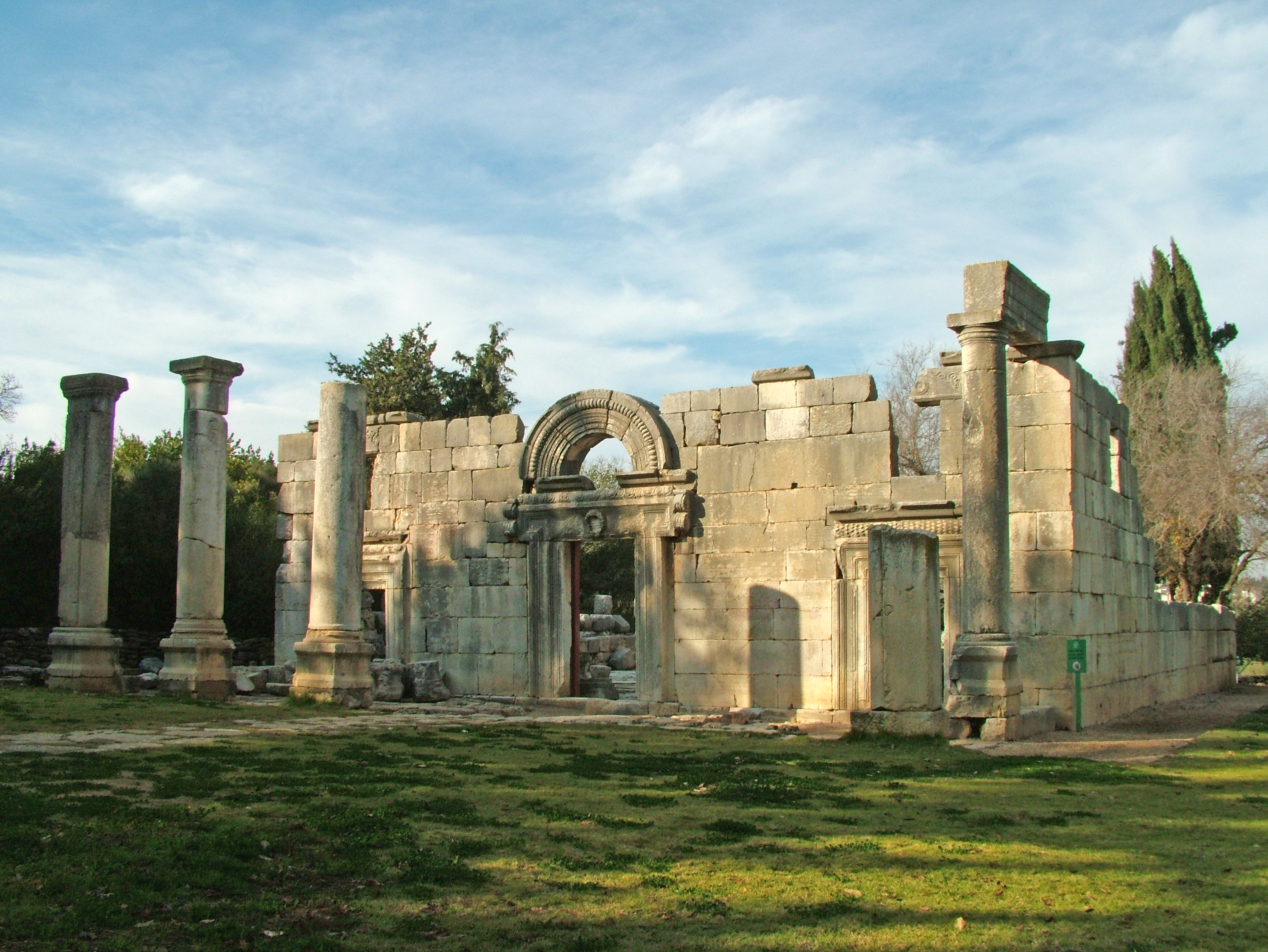
Ruiny starobylé synagogy v národním parku Bar'am

Toto je částečný seznam, který obsahuje pouze nejznámější přírodní rezervace.
| Name | Region                                                  |
| --- | ------------------------------------------------------- |
| Alonei Yitzhak Přírodní rezervace | Severní oblast                                          |
| Alonei Abba Přírodní rezervace | Severní okres: Údolí Jezreel                            |
| Přírodní rezervace Potok Amud (Nahal Amud)                                                                                            | Severní oblast: Horní Galilea                           |
| Be'eri Badlands Přírodní rezervace | západní Negev, Regionální rada Eshkol                   |
| Přírodní rezervace Nitzanim | Centrální oblast: Jižní Pobřežní nížina.                |
| Jaskyně Soreq/Avshalom/Stalaktitová jeskyně                                                                                           | Centrální oblast: Šefel                                 |
| Ayun/Iyyon Stream (Nahal Ayun/Iyyon)                                                                                                  | Severní oblast: Horní Galilea                           |
| Betsaida (Bejt Zaida/Betiha) Přírodní rezervace (archeologické naleziště a přírodní rezervace)                                        | Severní oblast: Galilejské jezero                       |
| Potok Betzet (Nahal Betzet) | Severní oblast: Horní Galilea                           |
| Balfouria | Severní oblast: Údolí Jezreel                           |
| Bitan Aharon | Severní oblast: Šaronská nížina                         |
| Přírodní rezervace Karmel Hai-Bar v Národním parku Hora Karmel.                                                                       | Severní okres: Hora Karmel                              |
| Přírodní rezervace Korálová pláž | Ejlat                                                   |
| Dor Přírodní rezervace HaBonim Beach (s mořskou přírodní rezervací Dor Habonim, ostrovy Dor a Ma'agan Michael, Tel Dor. Národní park) | Severní okres: Mount Carmel pobřeží                     |
| Přírodní rezervace Ein Afek s Tel Afek (archeologická lokalita a přírodní rezervace)                                                  | Severní oblast: Západní Galilea                         |
| Přírodní rezervace Ein Gedi (přírodní rezervace s několika archeologickými nalezišti; viz také Národní park Ein Gedi Antiquities)     | Jižní okres: Judská poušť a Mrtvé moře.                 |
| Hurshat Tal | Severní oblast: Horní Galilea                           |
| Přírodní rezervace Údolí Hula | Severní oblast: Údolí Hula                              |
| Kerem Ben Zimra | Severní okres: Horní Galilea                            |
| Kzivský potok (Nahal Kziv) Přírodní rezervace s křižáckým hradem z doby Montfort.                                                     | Severní oblast: Horní Galilea                           |
| Lifta (Mei Nephtoah) Přírodní rezervace                                                                                               | Jeruzalémský okres                                      |
| Hora Arbel Přírodní rezervace s několika archeologickými nalezišti                                                                    | Severní okres: Dolní Galilea                            |
| Hora Karmel Přírodní rezervace - viz Národní park Mount Carmel.                                                                       | Severní oblast: Hora Karmel                             |
| Hora Gilboa Přírodní rezervace | Severní oblast                                          |
| Hora Meron Přírodní rezervace | Severní oblast: Horní Galilea                           |
| Hora Tábor Přírodní rezervace | Severní oblast: Dolní Galilea                           |
| Přírodní rezervace Nahal Me'arot - UNESCO Lokalita lidského vývoje (paleoantropologické lokality)                                     | Severní oblast: Hora Karmel                             |
| Neot Kedumim Přírodní rezervace s biblickou zahradou a centrem pro chov divokých zvířat.                                              | Centrální okres: v blízkosti Modi'in a lesa Ben Shemen. |
| Jeskyně Pa'ar Přírodní rezervace | Severní okres: Horní Galilea                            |
| Poleg Stream (Nahal Poleg) Přírodní rezervace                                                                                         | Centrální oblast: Sharon Plain                          |
| Roš haNikra Přírodní rezervace - mořské jeskyně a tunely z 20. století                                                                | Severní oblast: Západní Galilea                         |
| Šimron Přírodní rezervace | Severní oblast: Údolí Jezreel                           |
| Potok Tabor/Tavor (Nahal Tavor) | Severní oblast: Dolní Galilea                           |
| Potok Taninim (Nahal Taninim) Přírodní rezervace                                                                                      | Severní oblast: Mount Carmel pobřeží                    |
| Přírodní rezervace Tel Dan včetně významného archeologického naleziště                                                                | Severní oblast: Horní Galilea                           |

### Přírodní rezervace na okupovaných územích
| Name                                                                                        | Region                                                     |
| ------------------------------------------------------------------------------------------- | ---------------------------------------------------------- |
| Přírodní rezervace Ein Prat                                                                 | Jeruzalém okres, Západní břeh                              |
| Einot Tzukim (Ein Feška) (přírodní rezervace a archeologická lokalita)                      | Jižní okres: Judská poušť a Mrtvé moře (Západní břeh).     |
| Přírodní rezervace Gamla (archeologická lokalita a přírodní rezervace)                      | Severní oblast: Golanské výšiny                            |
| Přírodní rezervace Hermonský potok (Banias) (s archeologickým nalezištěm Caesarea Philippi) | Severní oblast: Golanské výšiny                            |
| Přírodní rezervace potoka Snir (Nahal Senir)                                                | Severní oblast: Golanské výšiny                            |
| Přírodní rezervace Yehudiya Forest                                                          | Severní oblast: Golanské výšiny až ke Galilejskému jezeru. |